# Bohdan Tomaszewski
Pour les articles homonymes, voir Tomaszewski.
Bohdan Tomaszewski, né le 10 août 1921 à Varsovie et décédé le 27 février 2015 est un journaliste et écrivain polonais. Il a fait une bonne partie de sa carrière comme commentateur sportif à la radio polonaise.

## Biographie
Surnommé "légende du journalisme sportif en Pologne", il appartient à l'association des écrivains polonais. À l'âge de 90 ans, il continue à commenter, en compagnie de son fils Tomasz, les grands matchs de tennis pour la chaîne de télévision Polsat Sport.
Après une scolarité secondaire au lycée Stanisław Staszic de Varsovie, il commence à jouer au tennis en 1936 au club de Legia Warszawa. Pendant la guerre, il suit les cours, alors clandestins, de l'école des hautes études commerciales de Varsovie. En 1944, il prend part à l'Insurrection de Varsovie comme membre de l'Armia Krajowa (nom de guerre “Mały”).
Après la guerre, il travaille sur la côte baltique, à Sopot puis Szczecin comme journaliste dans la presse locale.
Il commence à travailler pour la radio en mai 1947, comme commentateur du match de Coupe Davis opposant la Pologne à la Grande-Bretagne.
Il a à son actif tous les Jeux olympiques d'hiver et d'été de 1956 à 1980.
Il suspend sa collaboration avec la radio polonaise à la suite de la proclamation en décembre 1981 de l'état de siège en Pologne et ne reprend ses activités pour la radio publique qu'en 1989.
Il est en 1968 le créateur du tournoi international de tennis "Coupe Bohdan Tomaszewski" destiné aux moins de 16 ans.

## Bibliographie

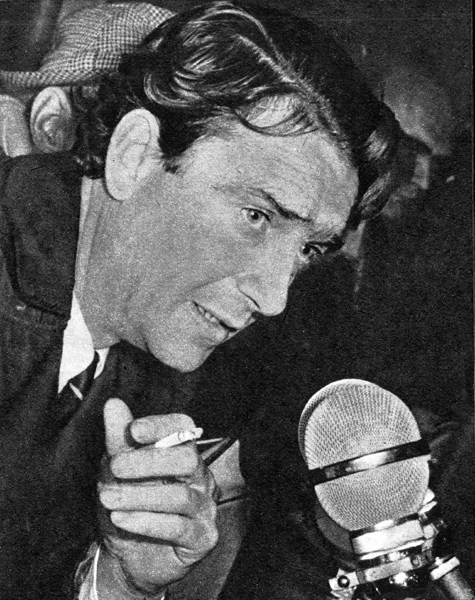
Bohdan Tomaszewski 1965

## Récompenses
- Prix de l'association des journalistes polonais (pl) (2006)
- Microphone d'or (1972)[5] et Microphone de diamant (1995)[6] (récompense la plus prestigieuse de la radio polonaise)
- Le Prix "Super Victor" (pl) décerné par la télévision polonaise (1994)
- Champion de la langue polonaise (Mistrz Mowy Polskiej - 2001)[7]